# Digitalna forenzika
Digitalna forenzika je znanost koja ima za cilj prikupljanje, čuvanje, pronalaženje, analizu i dokumentiranje digitalnih dokaza tj. podataka koji su skladišteni, obrađivani ili prenošeni u digitalnom obliku.
Kompleksnost problema na koje forenzičari nailaze uvjetovali su specijaliziranje stručnjaka na različite područja. 
Tako se digitalna forenziku može podijeliti na:
- računalnu forenziku,
- forenziku mobilnih uređaja,
- mrežnu forenziku,
- forenziku baza podataka.

U naprednijim sredinama forenzičari se bave određenim operacijskim sustavom, specijaliziraju se za Windows, Linux, Mac OS. Forenzičar, kao uostalom i svi informatičari, mora redovno pratiti razvoj tehnologije. Razlike između različitih inačica istog programa, a pogotovo operativnog sistema često su suštinske prirode.
Forenzičar, slijedeći strogo definirana pravila, prikuplja medije za koje sumnja da se na njima nalaze dokazi za kojim traga, osigurava ih od bilo kakvih promjena, pronalazi eventualne dokaze i radi analizu kako bi rekonstruirao aktivnosti koje su vršene nad njima i pripremio razumljivo izvješće koji će moći poslužiti za vođenje sudskog procesa ili interne istrage u kompaniji.
Digitalna forenzika ima široku primjenu i nije ograničena samo na policijsko-sudske i vojno-obavještajne aktivnosti. Bankarski sektor, osiguravajuća društva i kompanije raznih profila imaju potrebu i moraju biti izuzetno oprezni s podacima kojima raspolažu jer je mnogim kompanijama nanesena nemjerljiva šteta zbog industrijske špijunaže i generalno zloupotrebe IT sistema. Napad uvijek ima veći izgled za uspjeh ako se izvede iznutra i zato ozbiljne kompanije ne štede truda ni novca da se zaštite od insidera koji su spremni raditi za konkurenciju ili nanijeti štetu iz drugih njima poznatih razloga. Ovdje forenzička istraga dolazi do punog izražaja.

## Vanjske poveznice
- Uvod u digitalnu forenziku
- Forensic Focus